# 坂下 (板橋區)
坂下（日语：／）是日本東京都板橋區的町名。現行行政地名為坂下一丁目至三丁目。全域已實施住居表示。郵遞區號174-0043。

## 地理
位於板橋區北部。北端與舟渡以新河岸川為界。西連蓮根、西南臨相生町、南通志村、東接東坂下。町域西端有國道17號（中山道）通過。町域呈南北走向，南起為一丁目，志村坂下通往北是二丁目，高島通以北是三丁目。
江戶時代至明治時代，坂下與現在的東坂下是清水坂往戶田之渡的街道小聚落。1923年關東大地震後，化學、藥品系工廠相繼在此設立，太平洋戰爭期間成為軍需工廠。現在北部的三丁目區域仍有許多化學系企業、工廠。南部的一丁目、二丁目區域主要為住宅區。

### 地形
本地位於荒川低地的沖積平原，全域大致平坦。

### 河川
- 新河岸川（日语：新河岸川）
- 出井川（日语：出井川）（暗渠）
- 前谷津川（暗渠）
- 蓮根川（暗渠）

### 地價
2015年（平成27年）1月1日的坂下1-30-21住宅公告地價為32萬3000日圓/m2。

## 歷史
廢藩置縣實施前，本地屬武藏國豐島郡蓮沼村（分村後屬本蓮沼村）與根葉村。除了中山道清水坂至戶田之渡的道路旁有小型聚落，其他地區是稱作「志村之原」、「下之原」的原野濕地。志村之原是蓮沼村與根葉村的入會地，同時是將軍的御鷹場。

### 沿革
- 1602年（慶長7年）：德川家康命令整備中山道。
- 17世紀前半：因荒川洪水，冰川神社與南藏院（日语：南蔵院 (板橋区)）從現在的坂下二丁目移往高地（現在的蓮沼町）。
  - 原先認為是1724年（享保9年）荒川水災而搬遷，但從正保年間（1644年～1648年）的繪圖就可看到南藏院已在現在的位址，因此可推論最晚在17世紀中期就已搬遷完成[7]。
- 1717年（享保2年）：將軍德川吉宗恢復獵鷹活動，包含本地的志村之原、德丸原地區被指定為「戶田筋」。
- 1718年（享保3年）：德川吉宗前往戶田筋獵鷹。
- 1862年（文久2年）：蓮沼村分成上蓮沼村與本蓮沼村，本地屬本蓮沼村。
- 1871年（明治4年）：浦和縣編入東京府。實施大區小區制（日语：大区小区制）。
- 1878年（明治11年）：依據郡區町村編制法（日语：郡区町村編制法）設置北豐島郡，本地屬東京府北豐島郡本蓮沼村與根葉村。
- 1889年（明治22年）4月1日：施行市制町村制，本地與志村合併，為東京府北豐島郡志村大字本蓮沼與大字根葉。字名長後町、前沼、後沼、小袋、大谷町、峽下等。
- 1900年（明治33年）：志村內的大字合併，大字上蓮沼與大字根葉合併為大字蓮根。
- 1921年（大正10年）：作為荒川流域整修工程的一環，原來在現在埼玉縣和光市新倉與荒川匯流的新河岸川（日语：新河岸川），匯流點要改到現在東京都北區志茂的岩淵水門（日语：岩淵水門），因此開始在現在的坂下、東坂下地區開鑿河道。
- 1925年（大正14年）：配合1923年9月1日關東大地震後的帝都復興計畫，東京都市計畫區域內依據市街地建築物法改指定為住居、商業、工業地域。北豐島郡志村全域屬工業地域內甲種特別地區，可設立化學藥品工廠、危險物處理工廠。[8][9]
- 1932年（昭和7年）10月1日：東京府內市郡合併，板橋區成立，本地屬東京府東京市板橋區志村長後町（1943年8月1日施行東京都制（日语：東京都制））。
- 1933年]（昭和8年）：中山道拓寬、新道（國道17號）建設工程動工。新河岸川開鑿工程完工。
- 1945年（昭和20年）3月：大日本油墨製造株式會社（現DIC（日语：DIC (企業)）株式會社）本店從東京市本所區（日语：本所区）遷至志村蓮根町（現在的坂下三丁目）。之後設立東京工場。
- 1947年（昭和22年）：志村長後町分為一丁目、二丁目，更名為東京都板橋區長後一丁目與二丁目。
- 1955年（昭和30年）6月10日：都電志村線（日语：都電志村線）志村坂上 - 志村橋間開通。設置志村坂下、長後町一丁目、長後町二丁目、志村橋等站。[10]
- 1964年（昭和39年）10月7日：東京奧運聖火從戶田橋進度東京都。長後二丁目設有跑者中繼點。
- 1966年（昭和41年）5月1日：施行住居表示。長後一丁目、二丁目的中山道以西部分與（舊）蓮根一丁目～三丁目的地下鐵建設預定地以東區域、（舊）志村町三丁目、四丁目部分地區重整為坂下一丁目～三丁目。[11]
- 1966年（昭和41年）5月28日：都電志村線廢止（最終運行日）。
- 1968年（昭和43年）12月27日：都營地下鐵6號線開通，志村三丁目站與蓮根站開業。
- 1969年（昭和44年）8月：城北交通公園開園。
- 1982年（昭和57年）：芝浦工業大學高等學校（日语：芝浦工業大学高等学校）進駐坂下二丁目，並設中學校。

### 地名由來
因位於清水坂（別名志村坂、隱岐坂、地藏坂）下而得名。舊名「志村長後町」是北豐島郡志村大字本蓮沼地字名之一。

## 戶數與人口
2017年（平成29年）12月1日的戶數與人口如下。
| 丁目       | 戶數    | 人口     |
| ---------- | ------- | -------- |
| 坂下一丁目 | 3,133戶 | 5,755人  |
| 坂下二丁目 | 2,891戶 | 5,831人  |
| 坂下三丁目 | 3,877戶 | 7,833人  |
| 計         | 9,901戶 | 19,419人 |

## 中、小學校學區
區立中、小學校學區如下。
| 丁目       | 番地                     | 小學校                 | 中學校                 |
| ---------- | ------------------------ | ---------------------- | ---------------------- |
| 坂下一丁目 | 4～22番                  | 板橋區立志村坂下小學校 | 板橋區立志村第四中學校 |
| 坂下一丁目 | 1～3番 23～26番 28番     | 板橋區立志村坂下小學校 | 板橋區立志村第五中學校 |
| 坂下一丁目 | 34～41番                 | 板橋區立志村坂下小學校 | 板橋區立志村第三中學校 |
| 坂下一丁目 | 27番 29～33番            | 板橋區立志村第六小學校 | 板橋區立志村第五中學校 |
| 坂下二丁目 | 1番                      | 板橋區立志村第六小學校 | 板橋區立志村第五中學校 |
| 坂下二丁目 | 2～33番                  | 板橋區立志村第六小學校 | 板橋區立志村第三中學校 |
| 坂下三丁目 | 1～5番 22番              | 板橋區立志村第六小學校 | 板橋區立志村第五中學校 |
| 坂下三丁目 | 6番 9〜10番              | 板橋區立蓮根小學校     | 板橋區立志村第三中學校 |
| 坂下三丁目 | 7〜8番 11～21番 23～37番 | 板橋區立蓮根小學校     | 板橋區立志村第五中學校 |

## 交通

### 鐵道
町域內沒有設站，但可利用以下路線與車站。
- 東京都交通局
  - 都營地下鐵三田線：蓮根站（蓮根二丁目。蓮根站前通位於坂下二丁目交界）、志村三丁目站（志村三丁目。位於坂下一丁目南界的環八通南方）
- 東日本旅客鐵道（JR東日本）
  - 埼京線：浮間舟渡站（舟渡一丁目與北區浮間四丁目）

### 巴士
- 國際興業巴士（日语：国際興業バス） ※省略出入庫的區間運轉系統。
  - 蓮根一丁目
    - 赤02：經志村坂下往赤羽站西口／往成增站北口
    - 池20：往池袋站西口／往高島平操車場

  - 相生橋
    - 赤02：經志村坂下往赤羽站西口／往成增站北口

  - 志村四中
    - 赤02：經志村坂下往赤羽站西口／往成增站北口
    - 東練02：往東武練馬站／往志村三丁目站
    - 赤01：往赤羽站西口／經平和台站往練馬站

  - 大谷橋・坂下二丁目
    - 池20：往池袋站西口／往高島平操車場

  - 志村三丁目站
    - 池20：往池袋站西口／往高島平操車場
    - 赤01：往赤羽站西口／經平和台站往練馬站
    - 東練02（始發）：往東武練馬站
    - 赤02：經志村坂下往赤羽站西口／往成增站北口
      - 另有經志村坂下往赤羽站西口的始發班次（赤56-2系統）。該系統從赤羽站方向發出的入庫班次是往中台三丁目的赤56-3系統，不經本站。

  - 東坂下二丁目、三軒家、二軒家、志村橋
    - 池21：往池袋站西口／經舟渡町往高島平站。
      - 志村橋過去是都電志村線的終點，是都電史上最北的車站。三軒家巴士站附近在過去有東京都交通局志村自動車營業所，在都電志村線廢止至地下鐵6號線開通期間負責從志村車庫經東大赤門前往東京站北口的路線，之後於1982年廢止。現在板橋區內行駛的都營巴士僅剩經環七通的王78系統（新宿站西口 - 高圓寺陸橋 - 南常盤台 - 王子站）。

### 道路
- 國道17號（中山道）
- 東京都道311號環狀八號線（日语：東京都道311号環状八号線）（環八通）
- 東京都道446號長後赤塚線（日语：東京都道446号長後赤塚線）（高島通（日语：高島通り）、松月院通）坂下一丁目交差點 - 志村坂下交差點 - 蓮根站前交差點
- 東京都道447號赤羽西台線（日语：東京都道447号赤羽西台線）
- 御成塚通

### 橋梁
- 蓮根橋
- 志村橋

## 設施
- 板橋區役所（日语：板橋区役所）蓮根區民事務所
- 城北信用金庫（日语：城北信用金庫）志村支店
- 芝浦工業大學中學高等學校（日语：芝浦工業大学中学高等学校）
- 板橋區立志村第五中學校
- 板橋區立志村第三中學校
- 板橋區立志村第六小學校
- 板橋坂下郵便局
- 板橋坂下一丁目郵便局
- 城北公園
  - 城北棒球場
  - 城北交通公園：展示D51型蒸汽機車。
- 西友蓮根坂下店
- Big-A（日语：ビッグ・エー）板橋坂下店
- 志村公園
- 東京電力蓮根變電所
- DIC（日语：DIC (企業)）本店、東京工場

- 有機合成藥品工業東京研究所
- 東邦顏料工業
- 國際興業巴士志村營業所（日语：国際興業バス志村営業所）（志村車庫）

## 史跡

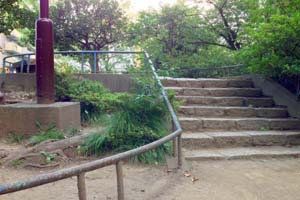
德川吉宗建造的4.5m高鷹狩物見塚（現在僅約1m左右）

- 御成塚（榮螺山）―　1719年，德川吉宗為了獵鷹打造的人造山。

## 外部連結
- 板橋區（页面存档备份，存于）